# Nærjordsobjekt
Et nærjordsobjekt (NEO) er ethvert lille solsystem legeme, der kredser om Solen, hvis nærmeste tilnærmelse til Solen (perihelium) er mindre end 1,3 gange Jord-sol-afstanden (astronomisk enhed, AU) hvilket er omtrent 449.000.000 km. Denne definition gælder for objektets kredsløb omkring Solen, snarere end dets nuværende position, så et objekt med en sådan bane betragtes som en NEO selv på tidspunkter, hvor det er langt fra at nærme sig Jorden tæt på.
Hvis en NEO's kredsløb krydser Jordens kredsløb, og objektet er større end 140 meter på tværs, betragtes det som et potentielt farligt objekt (PHO). De fleste kendte PHO'er og NEO'er er asteroider, men omkring en tredjedel af en procent er kometer.